# Август фон Гаєк
Август фон Гаєк або Август Едлер фон Гаєк (нім. August Edler von Hayek; 1871–1928) — австрійський ботанік та лікар.

## Біографія
Август фон Гаєк народився 14 грудня 1871 року у Відні. Батько, зоолог Густав фон Гаєк (1836–1911), був упродовж 30 років професором природничих наук Королівської вищої гімназії. У 1890 році Август вступив на медичний факультет Віденського університету, у 1895 році став доктором медицини. У 1905 році отримав ступінь доктора філософії. З 1912 року Гаєк працював у Віденському університеті.
Як лікар Гаєк брав участь у Першій світовій війні під Володимир-Волинським, у Ковелі та Зальцбурзі. З 1916 року Гаєк — професор ботаніки, з 1926 року — екстраординарний професор. У 1920 році Гаєк став медичним радником, з 1925 року був верховним медичним радником.
Август фон Гаєк батько Фрідріха фон Гаєка, відомого економіста, лауреата Нобелівської премії з економіки 1974 р.
Август фон Гаєк помер 11 червня 1928 року у Відні.
Основний гербарій А. Гаєка зберігається у Гетеборзькому університеті (GB), який придбав його у березні 1929 року.

## Окремі наукові праці
- Hayek, A. (1901). Die Centaurea-Arten Österreich-Ungarns. 189 p., 12 pl.
- Hayek, A. (1908–1956). Flora von Steiermark. 2 vols.
- Hayek, A. (1924–1933). Prodromus florae peninsulae Balcanicae. 3 vols. ISBN 3-87429-002-6.

## Деякі види рослин, названі на честь А. Гаєка
- Ranunculus hayekii Dörfl., 1918
- Verbena hayekii Moldenke, 1946, nom. nov.